# Leptotarsus luteisubcostatus
Leptotarsus luteisubcostatus är en tvåvingeart som först beskrevs av Alexander 1934.  Leptotarsus luteisubcostatus ingår i släktet Leptotarsus och familjen storharkrankar. Inga underarter finns listade i Catalogue of Life.